# حديقة جرونيندال

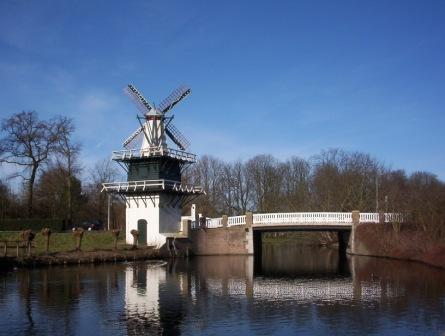
الطاحونة الهوائية لحديقة جرونيندال حاليا، المعلم الرئيسي لهيمستيده.

حديقة جرونيندال تقع في وسط هيمستيده بهولندا. تضم الحديقة أراضي مزارع هيمستيد الريفية القديمة بوسبيك ومير ان بيرج. على طول حدودها الغربية توجد مدن هيمستيد القديمة هارتيكامب وهويس تي مانباد وإيبينرود، وعلى الحدود الشرقية مقبرة المدينة.

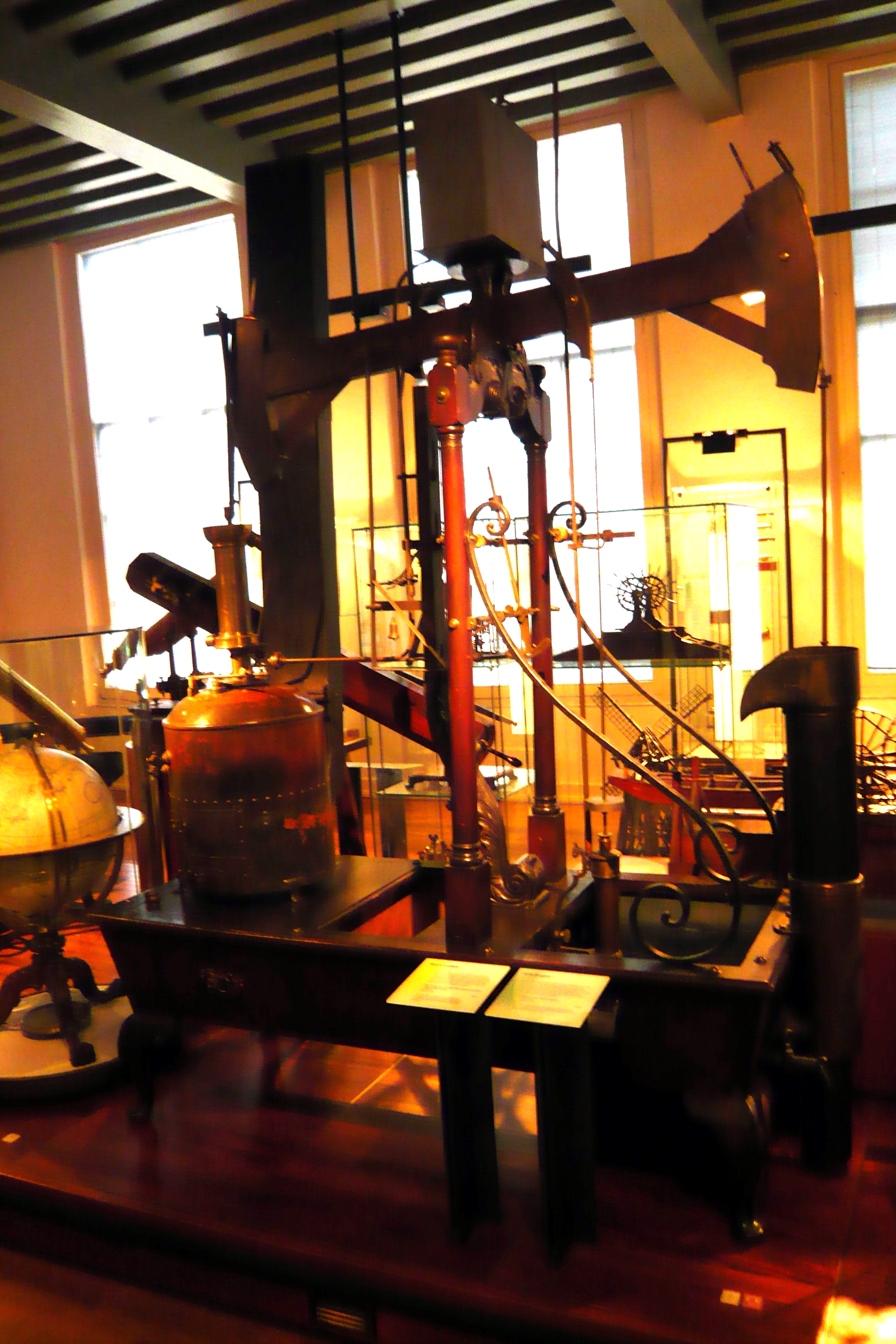
نموذج من محرك البخار ذي الغلاية النحاسية من لايدن 1774، على غراره في الطاحونة الهوائية عام 1781.

## تاريخ

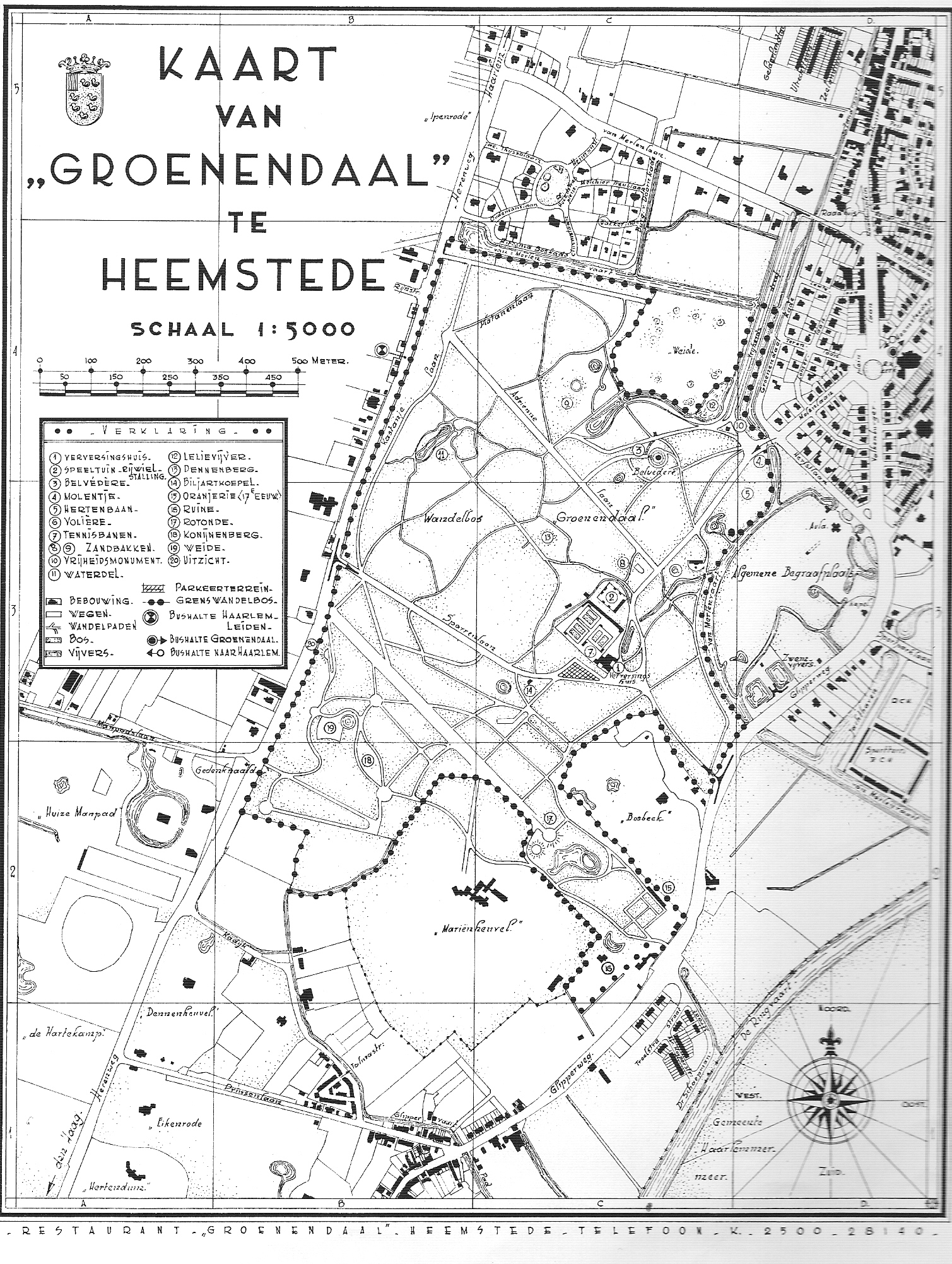
خريطة حديقة جرونيندال في 1950.

في القرن السابع عشر كانت الحديقة تقريبا عبارة عن كثبان رملية. تم حفر الرمال وبيعها للمراكب التي حملتها إلى أمستردام لأغراض البناء. في وقت لاحق، تم استخدام الحقول الناتجة لتبييض الكتان، وما زال لاحقًا لزراعة بصيلات التوليب. خلال ذروة تضاعف التوليب، قام تجار أمستردام بشراء الأراضي في منطقة هارلم-هيمستيده للمنازل الصيفية. حديقة جرونيندال قائمة في موقع المنزل الصيفي المصرفي أمستردام السابق جان هوب، التي كانت الملكية بوسبيك أول مثال لحديقة كبيرة في "النمط الإنجليزي'' في القرن الثامن عشر في هولندا. والأراضي جزء من سلسلة تلال رمالية طويلة من الغابات المتساقطة  تعمل في خط مستقيم من لاهاي إلى ألكمار. صمم جون هوب الحديقة عام 1760 وظل في عائلته لمدة 3 أجيال. تم شراؤها من قبل هيمستيد وتحويلها إلى حديقة عامة في عام 1913. وقد كانت مشهدًا لعرضين دوليين للزهور.

## محرك بخاري
قام جان هوب بتثبيت أول محرك بخاري للحديقة لاستخدامه في موقع طاحونة الهواء عام 1781، والذي كان له هدف معاكس عن معظم طواحين الهواء الهولندية. أراد ضخ المياه في منزله لزراعة النباتات والأشجار غير العادية التي زرعها في الرمال الجافة. تستخدم طواحين الهواء الهولندية عادة لضخ المياه خارج الأماكن. قام أولاً ببناء طاحونة صغيرة تشبه إلى حد كبير تلك القائمة اليوم.
كتب جان هوب إلى جيمس وات وماثيو بولتون لطلب نسخة محسنة من محرك توماس نيوكمان. عندما وصلت غلاية النحاس الأحمر الكبيرة، تم تركيبها من قبل رانس  ليف براور. في حوالي عام 1850، تعطل المحرك البخاري وتم بيع الغلاية النحاسية للخردة. المحرك البخاري له غرض مزدوج. الأول كان ضخ المياه في الحديقة، والأخرى كانت بمثابة عامل جذب بحد ذاته. في القرن الثامن عشر، بذل أصحاب الحدائق جهودًا كبيرة لتزيين حدائقهم لجذب الزوار. بعدها بنيت مطحنة المحرك البخاري كروكيوس على الطريق.